# Rougui Sow
Rougui Sow (Meulan-en-Yvelines, 7 giugno 1995) è una lunghista francese.

## Palmarès
| Anno | Manifestazione          | Sede      | Evento         | Risultato | Prestazione | Note |
| ---- | ----------------------- | --------- | -------------- | --------- | ----------- | ---- |
| 2014 | Mondiali juniores       | Eugene    | Salto in lungo | 7ª        | 5,98 m      |      |
| 2017 | Europei under 23        | Bydgoszcz | Salto in lungo | 4ª        | 6,46 m      |      |
| 2017 | Universiadi             | Taipei    | Salto in lungo | 5ª        | 6,21 m      |      |
| 2018 | Giochi del Mediterraneo | Tarragona | Salto in lungo | 9ª        | 6,29 m      |      |
| 2019 | Giochi europei          | Minsk     | Salto in lungo | 7ª        | 6,39 m      |      |
| 2019 | Universiadi             | Napoli    | Salto in lungo | 10ª       | 6,21 m      |      |

## Altre competizioni internazionali
2017
- Argento agli Europei a squadre ( Lilla), salto in lungo - 6,45 m